# Serviciul de Securitate al Ucrainei
Serviciul de Securitate al Ucrainei (ucraineană Служба безпеки України) este un organ de drept cu destinații speciale, ce are ca scop asigurarea securității naționale a Ucrainei. Ea se subordonează președintelui Ucrainei.